# Leuhan

Leuhan este o comună în departamentul Finistère, Franța. În 1 ianuarie 2022 avea o populație de 836 de locuitori.